# Leeton Shire
Koordinaten: 34° 33′ S, 146° 24′ O

Leeton Shire ist ein lokales Verwaltungsgebiet (LGA) im australischen Bundesstaat New South Wales. Das Gebiet ist 1.167,2 km² groß und hat etwa 11.500 Einwohner.
Leeton liegt im Süden des Staates am Murrumbidgee River etwa 370 km westlich der australischen Hauptstadt Canberra und 580 km westlich der Metropole Sydney. Das Gebiet umfasst 10 Ortsteile und Ortschaften: Cudgel, Gogeldrie, Leeton, Merungle Hill, Murrami, Stanbridge, Yanco und Teile von Corbie Hill, Euroley und Whitton. Der Sitz des Shire Councils befindet sich in Leeton im Osten der LGA, wo etwa 9.200 Einwohner leben.

## Verwaltung
Der Leeton Shire Council hat neun Mitglieder, die von allen Bewohnern der Local Government Area gewählt werden. Aus dem Kreis der Councillor rekrutiert sich auch der Mayor (Bürgermeister) des Councils.
Bis 2008 war das Gebiet noch in drei Bezirke (A, B und C Ward) aufgeteilt gewesen, in denen jeweils drei Councillor gewählt worden waren.